# Zyginopsis bistrig
Zyginopsis bistrig är en insektsart som först beskrevs av Teiso Esaki och Ito 1954.  Zyginopsis bistrig ingår i släktet Zyginopsis och familjen dvärgstritar.
Artens utbredningsområde är Taiwan. Inga underarter finns listade i Catalogue of Life.